# Сухона
Су̀хона е голяма река в североизточната част на Европейска Русия, лява съставяща на река Северна Двина.
Дължината ѝ е 558 km, което ѝ отрежда 164-то място по дължина в Русия. Протича на територията на Вологодска област.

## География

### Течение
Река Сухона изтича от югоизточния ъгъл на Кубенското езеро в близост до село Шера, Вологодска област. В горното си течение (до устието на река Вологда) протича в югоизточна посока. В този участък наклонът на течението ѝ е много малък и много често при вливането на двата ѝ десни притока – реките Вологда и Лежа – се наблюдава обратно течение в Кубенското езеро и образуването на огромни многокилометрови разливи. Долината ѝ е широка с полегати, ниски и обезлесени брегове, покрити със заблатени ливади и пасища и ширина на водното течение 150 – 200 m. След устието на река Лежа реката завива на североизток и запазва това си направление до устието си. В средното си течение (до град Тотма) долината ѝ се стеснява, бреговете се повишават и са гористи. Тук течението на реката става по-бързо, с множество каменисти бързеи, малки прагове и каменисти острови. Дълбочината на долината достига 80 – 100 m, а ширината на коритото ѝ – 140 – 240 m. След град Тотма започва долното течение на Сухона. Тук долината ѝ още повече се стеснява, на много места бреговете ѝ започват непосредствено от водното корито и достигат височина до 80 m. Течението ѝ е бързо, ширината ѝ е 80 – 100 m, на отделни участъци до 400 m, а островите напълно изчезват. В южната част на град Велики Устюг река Сухона се съединява с идващата отдясно река Юг и двете дават началото на голямата река Северна Двина.

### Водосборен басейн
Водосборният басейн на река Сухона обхваща площ от 50 300 km2 и представлява 14,09% от водосборния басейн на река Северна Двина. Простира се изцяло на територията на Вологодска област.
Водосборният басейн на реката граничи със следните водосборни басейна:
- на север – водосборния басейн на река Вага (ляв приток на Северна Двина);
- на югоизток – водосборния басейн на река Юг (дясна съставяща на Северна Двина);
- на юг и югозапад – водосборния басейн на река Волга;
- на северозапад – водосборния басейн на река Онега.

### Притоци
Във водосборния басейн на Сухона има 482 реки, около 6000 ручея и 424 предимно малки езера. 397 от езерата не превишават площ от 0,5 km2. Около 70% от водосборния ѝ басейн е зает от гори, а блатата заемат 3%. От всичките 482 реки 8 са с дължина над 100 km: леви – Двиница (174 km), Уфтюга (134 km), Верхная Йорга (140 km), Нижная Йорга (135 km); десни – Вологда (155 km), Лежа (178 km, най-голям приток), Толшма (157 km), Стрелна (104 km).

### Хидрология
Подхранването на Сухона е предимно снегово. Пълноводието ѝ е от април до средата на юли. Средният годишен отток на 39 km от устието ѝ е 456 m3/s, най-голям – 6520 m3/s, най-малък – 417,6 m3/s. Замръзва в края на октомври или началото на ноември, в средното течение – през декември, а се размразява през втората половина на април или първата половина на май.
Средномесечен отток на река Сухона (m3/s) при село Каликино от 1881 по 1988 г.

## Селища
По течението на реката са разположени градовете Сокол, Тотма и Велики Устюг и две големи села, които са важни пристанища – Шуйское и Нюксеница.

## Стопанство
Реката е плавателна по цялото си протежение, но понякога през лятото корабоплаването е затруднено поради маловодието на реката в долното ѝ течение. От средата на 1990-те години пасажерското корабоплаване е напълно прекратено поради нерентабилност и обезлюдяването на селата по течението ѝ. Извършват се основно товарни превози чрез плиткогазещи баржи. През последните десетилетия водите на реката са силно замърсени поради изхвърлянето на отпадъци от промишлените предприятия в град Вологда и целулозно-хартиените заводи и комбинати в района на град Сокол. Чрез Кубенското езеро, Северодвинския канал и река Шексна реката е съединена с Волга.